# Thomas Wolf (sciatore)
Thomas Wolf (12 gennaio 1969) è un ex sciatore alpino svizzero.

## Biografia
Sciatore polivalente originario di Grabs, Wolf debuttò in campo internazionale in occasione dei Mondiali juniores di Bad Kleinkirchheim 1986 e l'anno dopo, nella rassegna iridata giovanile di Hemsedal/Sälen 1987, conquistò la medaglia d'oro nello slalom gigante e si classificò 7º nella discesa libera, suo ultimo risultato agonistico internazionale; non prese parte a rassegne olimpiche né ottenne piazzamenti in Coppa del Mondo o ai Campionati mondiali.

## Palmarès

### Mondiali juniores
- 1 medaglia:
  - 1 oro (slalom gigante a Hemsedal/Sälen 1987)